# Oisans
Das Oisans [waˈzɑ̃] ist eine Gegend in den französischen Hochalpen, in der das Gebirge letztmals die Viertausendmetermarke übersteigt, bevor es weiter südlich in die sanfteren Seealpen übergeht und dann zum Mittelmeer hin abflacht.

## Täler
Das Oisans umfasst das Tal der Romanche (la Vallée de la Romanche) und ihrer Nebenflüsse
- Vénéon (la Vallée du Vénéon),
- Sarenne (la Vallée de la Sarenne),
- Ferrand (la Vallée du Ferrand),
- l’Eau d’Olle (la Vallée de l’Eau d’Olle) sowie
- Lignarre (la Vallée de la Lignarre)

mit den sie begrenzenden Bergen. Hierzu zählen Teile der Massive von Belledonne, Taillefer, Écrins und Grandes Rousses. Das Oisans fällt etwa mit den französischen Wahlkreisen Kanton Briançon-1 (Hautes-Alpes) und Kanton Oisans-Romanche (Isère) zusammen. Hier befinden sich so berühmte Skiorte wie L’Alpe d’Huez, vielfach Endpunkt der Königsetappe der Tour de France, La Grave oder Les Deux Alpes. Hauptort ist Le Bourg-d’Oisans im Tal der Romanche (an der West-Ost-Verbindungsstraße Grenoble – Briançon – Turin). Mekka der Bergsteiger ist La Bérarde im Hochtal des Vénéon.

## Berge
Die Höhenunterschiede im Oisans sind gewaltig. Le Bourg-d’Oisans liegt auf 720 Meter Seehöhe, die Barre des Écrins, südlichster Viertausender der Alpen, gipfelt auf 4.102 Metern.
Zentrum der Oisans ist der 1973 ins Leben gerufene Nationalpark Écrins, der das Herzstück des Haut Dauphiné umfasst. Diese Gegend wird vielfach als das raueste Gebirge der Alpen bezeichnet. Die Hauptgipfel der wichtigsten Bergstöcke im Écrins-Massiv sind unter dem Stichwort Dauphiné-Alpen gelistet.
Überwältigende Blicke auf die stark vergletscherten Hochgipfel von Meije und Barre des Écrins bieten sich vom Col du Galibier und vom Col du Lautaret, wenn man von Norden aus dem Maurienne anreist.

## Liste der Orte und Skistationen
- L’Alpe d’Huez, 1.860 m
- Les Deux Alpes, 1.650 m
- Villar d’Arène, 1.650 m
- Villard Reymond, 1.630 m
- Auris en Oisans, 1.600 m
- La Grave – La Meije, 1.525 m
- Villard Notre Dame, 1.520 m
- Villard Reculas, 1.500 m
- Besse en Oisans, 1.500 m
- Saint-Christophe-en-Oisans, 1.420 m, und La Bérarde, 1.740 m
- Oulles, 1.400 m
- Clavant en Haut Oisans, 1.400 m
- Oz en Oisans, 1.350 m
- Col d’Ornon, 1.300 m
- Mont de Lans, 1.270 m -
- Vaujany, 1.250 m
- Mizoen, 1.180 m
- La Garde en Oisans, 1.000 m, und Maronne, 1.450 m
- Venosc, 900 m
- Le Freney d’Oisans, 900 m
- Allemont, 720 m
- Le Bourg-d’Oisans, 720 m
- Livet-et-Gavet, 500 m